# Temporada 1971-72 de los Philadelphia 76ers
La temporada 1971-72 fue la vigésimo tercera de los Philadelphia 76ers en la NBA, y la novena en Filadelfia, Pensilvania, tras haber jugado hasta entonces en Syracuse bajo el nombre de Syracuse Nationals. La temporada regular acabó con 30 victorias y 52 derrotas, ocupando el sexto puesto de la conferencia Este, no logrando clasificarse para los playoffs por primera vez en su historia.

## Elecciones en elDraft
| Ronda | Puesto | Jugador        | Posición  | Nacionalidad   | Universidad         |
| ----- | ------ | -------------- | --------- | -------------- | ------------------- |
| 1     | 12     | Dana Lewis     | Pívot     | Estados Unidos | Tulsa               |
| 2     | 33     | Marvin Stewart | Base      | Estados Unidos | Nebraska            |
| 3     | 46     | Dave Wohl      | Base      | Estados Unidos | Pennsylvania        |
| 6     | 97     | Jake Jones     | Escolta   | Estados Unidos | Assumption College* |
| 8     | 131    | Barry Yates    | Ala-Pívot | Estados Unidos | Maryland            |

## Temporada regular
| División Atlántico | División Atlántico | División Atlántico | División Atlántico | División Atlántico | División Atlántico | División Atlántico | División Atlántico | División Atlántico |
| Equipo             | G                  | P                  | %                  | PD                 | Casa               | Fuera              | Neutral            | Div                |
| ------------------ | ------------------ | ------------------ | ------------------ | ------------------ | ------------------ | ------------------ | ------------------ | ------------------ |
| y-Boston Celtics   | 56                 | 26                 | .683               | –                  | 32–9               | 21–16              | 3–1                | 15–3               |
| x-New York Knicks  | 48                 | 34                 | .585               | 8                  | 27–14              | 20–19              | 1–1                | 11–7               |
| Philadelphia 76ers | 30                 | 52                 | .366               | 26                 | 14–23              | 14–26              | 2–3                | 6–12               |
| Buffalo Braves     | 22                 | 60                 | .268               | 34                 | 13–27              | 8–31               | 1–2                | 4–14               |

## Estadísticas
| Rk | Jugador          | Edad | P  | PT | MP   | TC   | TCI  | %TC  | TL  | TLI  | %TL  | RB   | AS  | FP  | PTS  |
| -- | ---------------- | ---- | -- | -- | ---- | ---- | ---- | ---- | --- | ---- | ---- | ---- | --- | --- | ---- |
| 1  | Archie Clark     | 30   | 1  |    | 42.0 | 11.0 | 16.0 | .688 | 7.0 | 11.0 | .636 | 3.0  | 7.0 | 3.0 | 29.0 |
| 2  | Billy Cunningham | 28   | 75 |    | 38.7 | 8.8  | 19.0 | .461 | 5.7 | 8.0  | .712 | 12.2 | 5.9 | 3.9 | 23.3 |
| 3  | Bill Bridges     | 32   | 64 |    | 34.5 | 5.1  | 10.1 | .509 | 3.0 | 4.3  | .702 | 13.5 | 2.5 | 3.4 | 13.2 |
| 4  | Bob Rule         | 27   | 60 |    | 33.1 | 6.9  | 15.6 | .445 | 3.4 | 4.9  | .695 | 8.0  | 1.8 | 2.7 | 17.3 |
| 5  | Jim Washington   | 28   | 17 |    | 32.1 | 4.0  | 9.2  | .436 | 3.2 | 3.9  | .821 | 7.9  | 1.5 | 3.5 | 11.2 |
| 6  | Hal Greer        | 35   | 81 |    | 29.8 | 4.8  | 10.7 | .449 | 2.2 | 2.9  | .774 | 3.3  | 3.9 | 3.3 | 11.8 |
| 7  | Fred Carter      | 26   | 77 |    | 27.9 | 5.7  | 12.9 | .444 | 2.3 | 3.7  | .630 | 4.0  | 2.6 | 3.1 | 13.8 |
| 8  | Kevin Loughery   | 31   | 74 |    | 23.4 | 4.6  | 10.7 | .426 | 3.5 | 4.2  | .827 | 2.4  | 2.5 | 2.8 | 12.6 |
| 9  | Fred Foster      | 25   | 74 |    | 23.0 | 4.7  | 11.3 | .415 | 2.5 | 3.3  | .761 | 3.7  | 1.2 | 2.5 | 11.9 |
| 10 | Dave Wohl        | 22   | 79 |    | 20.6 | 3.1  | 7.2  | .429 | 2.0 | 2.6  | .757 | 1.9  | 2.9 | 2.9 | 8.1  |
| 11 | Luke Jackson     | 30   | 63 |    | 17.2 | 2.2  | 5.5  | .396 | 1.5 | 2.1  | .692 | 4.9  | 1.4 | 2.2 | 5.8  |
| 12 | Dennis Awtrey    | 23   | 58 |    | 13.7 | 1.7  | 3.8  | .441 | 0.8 | 1.3  | .645 | 4.3  | 0.9 | 2.4 | 4.2  |
| 13 | Al Henry         | 22   | 43 |    | 9.8  | 1.6  | 3.6  | .436 | 1.2 | 1.7  | .699 | 3.2  | 0.2 | 1.0 | 4.3  |
| 14 | Jake Jones       | 22   | 6  |    | 6.8  | 1.0  | 3.0  | .333 | 1.2 | 1.7  | .700 | 1.0  | 0.3 | 0.5 | 3.2  |
| 15 | Barry Yates      | 26   | 24 |    | 6.0  | 1.3  | 3.5  | .373 | 0.3 | 0.5  | .636 | 1.7  | 0.3 | 0.6 | 2.9  |

## Galardones y récords
| Jugador          | Galardón                              |
| Billy Cunningham | 2.º Mejor quinteto de la NBA All-Star |